# UB-74号潜艇
陛下之UB-74号艇是德意志帝国海军于第一次世界大战期间建造的其中一艘UB-III型近岸潜艇或称U艇。它由汉堡的伏尔铿船厂承建，于1917年9月13日新船下水，至同年10月24日交付使用。其全长55.52米，水面及水下排水量分别为508吨和639吨，艇载武器则包括五具500毫米鱼雷发射管以及一门88毫米口径甲板炮。UB-74号曾先后被部署至第五及佛兰德区舰队，并参与了大西洋潜艇战。在四次巡逻期间，该艇合共击沉了协约国或中立国的7艘商船，容积总吨累计为13294吨。1918年5月26日，UB-74号在英吉利海峡的莱姆湾遭英国武装游艇洛娜号击沉，艇内34名官兵全数阵亡。

## 设计
UB-74号是汉堡伏尔铿船厂承建的UB-III型第二批次（UB-72至UB-74号）的末艇，由德意志帝国海军潜艇监察局于1916年9月23日向订购，至1917年9月13日下水。其全长55.52米，舷宽5.76米。艇体采用双壳体结构，水面及水下排水量分别为508吨和639吨，浮起时的吃水深度为3.70米。由于无需像UC-II型艇那样提供水雷布设装置，设计工程师对潜艇舷弧进行了优化，增大了司令塔体积，配备两具潜望镜，司令塔与控制室之间增加一道水密舱壁。这些改进显著提高了潜艇的水下机动性和生存力。为了达到更高的航速，UB-74号采用两台科尔庭六缸四冲程530匹公制馬力（390千瓦特）柴油机用于水面运行，以及两台394匹公制馬力（290千瓦特）的西门子-舒克特电动发电机用于水下航行；水面最高航速13.4節（24.8每小時），水下7.5節（13.9每小時）；能够在水面以6節（11每小時）航速续航8,420海里（15,590），或以4節（7.4每小時）连续在水下航行55海里（102）而无需充电。
UB-74号的主武器为五具500毫米艇艏鱼雷发射管，其中艇艏四具采用层叠式布局分居两侧、艇艉一具，并可搭载合共10枚G6型鱼雷。辅助武器则是一门88毫米30倍径速射炮。其标准船员编制为3名军官加31名水兵。

## 服役历史
1917年10月24日，UB-74号在前UC-55号艇长、海军上尉卡尔·诺伊罗伊特的指挥下正式入役，随即展开海试。完成海试后，该艇曾先后被编入驻不来梅的第五区舰队和驻泽布吕赫的佛兰德区舰队，并参与了大西洋潜艇战，足迹遍及英吉利海峡、多佛尔海峡、利泽德半岛以及勒威克周边海域。在四次巡逻期间，该艇合共击沉了协约国或中立国的7艘商船，容积总吨累计为13294吨。
1918年5月26日，UB-74号在英吉利海峡的莱姆湾（50°32′N 2°32′W / 50.533°N 2.533°W）执行任务期间遭英国武装游艇洛娜号击沉。当天傍晚，洛娜号在莱姆湾东端护送一支船队离开波特兰比尔。洛娜号于30碼（27）外观察到UB-74号的潜望镜，在接近至10碼（9.1）时，潜艇也发现了它，并开始下潜。在经过潜望镜所在的方位时（一说洛娜号撞上了潜望镜），洛娜号投下两枚深水炸弹，造成了一大片夹杂着碎片的湍流。当他们再次穿越该区域时，才意识到水中的一些东西实际上是潜艇上的四名幸存者，但对方的呼救声被听到得太迟，无法阻止第三枚深水炸弹的投掷。水中的3人当场毙命，第4人在被打捞上船后仍然生还，但在三小时内死亡——尽管在此之前，他已供认被摧毁的潜艇是UB-74号。

## 袭击历史摘要
| 日期          | 船名            | 船籍   | 吨位 | 结局 |
| ------------- | --------------- | ------ | ---- | ---- |
| 1918年2月26日 | 格里夫萨什号    | 英国   | 1263 | 击沉 |
| 1918年2月26日 | 罗姆内号        | 英国   | 1024 | 击沉 |
| 1918年4月7日  | 赖伊号          | 英国   | 986  | 击沉 |
| 1918年4月10日 | 保罗·佩克斯号   | 英国   | 4196 | 击伤 |
| 1918年4月12日 | 路易莎号        | 西班牙 | 3603 | 击沉 |
| 1918年4月14日 | 摩洛哥号        | 法國   | 2808 | 击沉 |
| 1918年4月15日 | 坦菲尔德号      | 英国   | 4538 | 击伤 |
| 1918年5月18日 | 约翰·G·麦卡洛号 | 美国   | 1985 | 击沉 |
| 1918年5月23日 | 斯卡拉斯号      | 英国   | 1625 | 击沉 |
| 1918年5月25日 | 安妮号          | 英国   | 4083 | 击伤 |

## 脚注
1. ↑  Rössler，第61頁.
2. 1 2  Helgason, Guðmundur. . German and Austrian U-boats of World War I - Kaiserliche Marine - Uboat.net.   [2022-05-07].
3. 1 2 3 4  Gröner 1991，第25-30頁.
4. 1 2  Helgason, Guðmundur. . German and Austrian U-boats of World War I - Kaiserliche Marine - Uboat.net.   [2022-05-07].
5. ↑  Helgason, Guðmundur. . German and Austrian U-boats of World War I - Kaiserliche Marine - Uboat.net.   [2022-05-07].
6. ↑  陈进，第239頁.
7. ↑  陈进，第165頁.
8. ↑  NARS，第80頁.
9. 1 2  Helgason, Guðmundur. . German and Austrian U-boats of World War I - Kaiserliche Marine - Uboat.net.   [2014-12-02].
10. ↑  . forums.clydemaritime.co.uk. 2011-08-31  [2016-11-13]. （原始内容存档于2016-11-14）.
11. 1 2  Grant，第69頁.
12. ↑  Gray，第249頁.